# Pilkokaina
Pilkokaina (auch Pilko Kaina, Pilco Kayma bzw. „Sonnentempel“ genannt)  ist ein Inka-Tempel auf der Sonneninsel in Bolivien. Die archäologische Stätte befindet sich im Municipio Copacabana (Departamento La Paz, Provinz Manco Kapac). Es wird angenommen, dass der Tempel von Túpac Yupanqui erbaut wurde, der von 1471 bis zu seinem Tod im Jahr 1493 regierte.

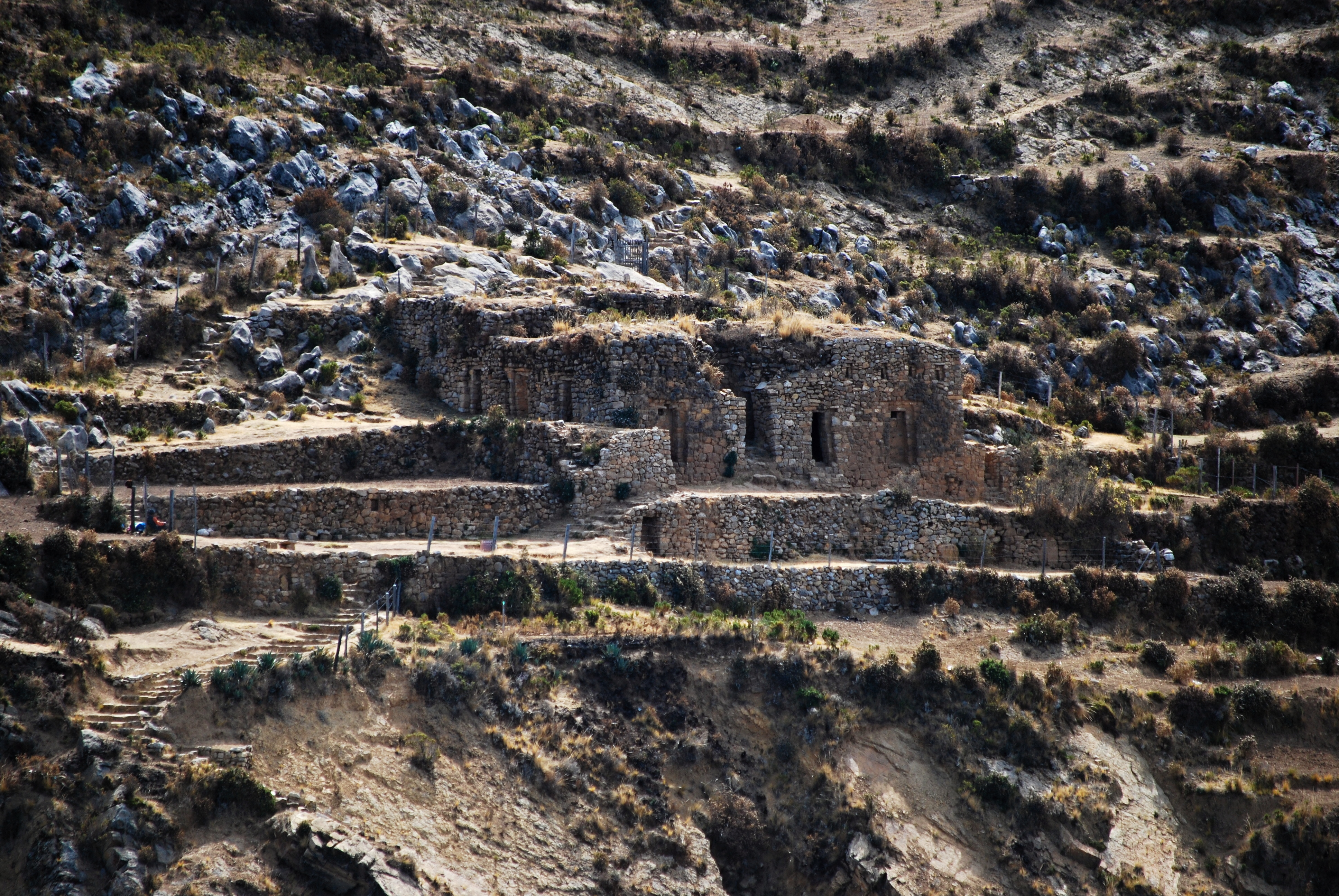
Pilkokaina

## Architektur
Pilkokaina ist eine zweistöckige Struktur (der obere Teil des Gebäudes ist im Laufe der Zeit teilweise eingestürzt) mit mehreren Kammern, die in das Terrassensystem eingebettet ist. Der gestufte Rahmen, der Nischen und Tore umgibt ist ein diagnostisches Merkmal der Tiwanaku-Architektur. Laut der Kunsthistorikerin Jessica Joyce Christie sei dieser Rahmen – wenn auch in Trapezform und eher in Form eines doppelten Rahmens – später von den Inkas bei Pilkokaina übernommen worden.
Brian S. Bauer, Charles Stanish kartierten Pilkokaina 1996 neu. Die Funktion dieses Bauwerks, welches Jessica Joyce Christie „beeindruckend“ nennt sei weiterhin unbekannt. Es sei von architektonischem Interesse, da die Räume Inka-Steingewölbe aufweisen.

## Galerie

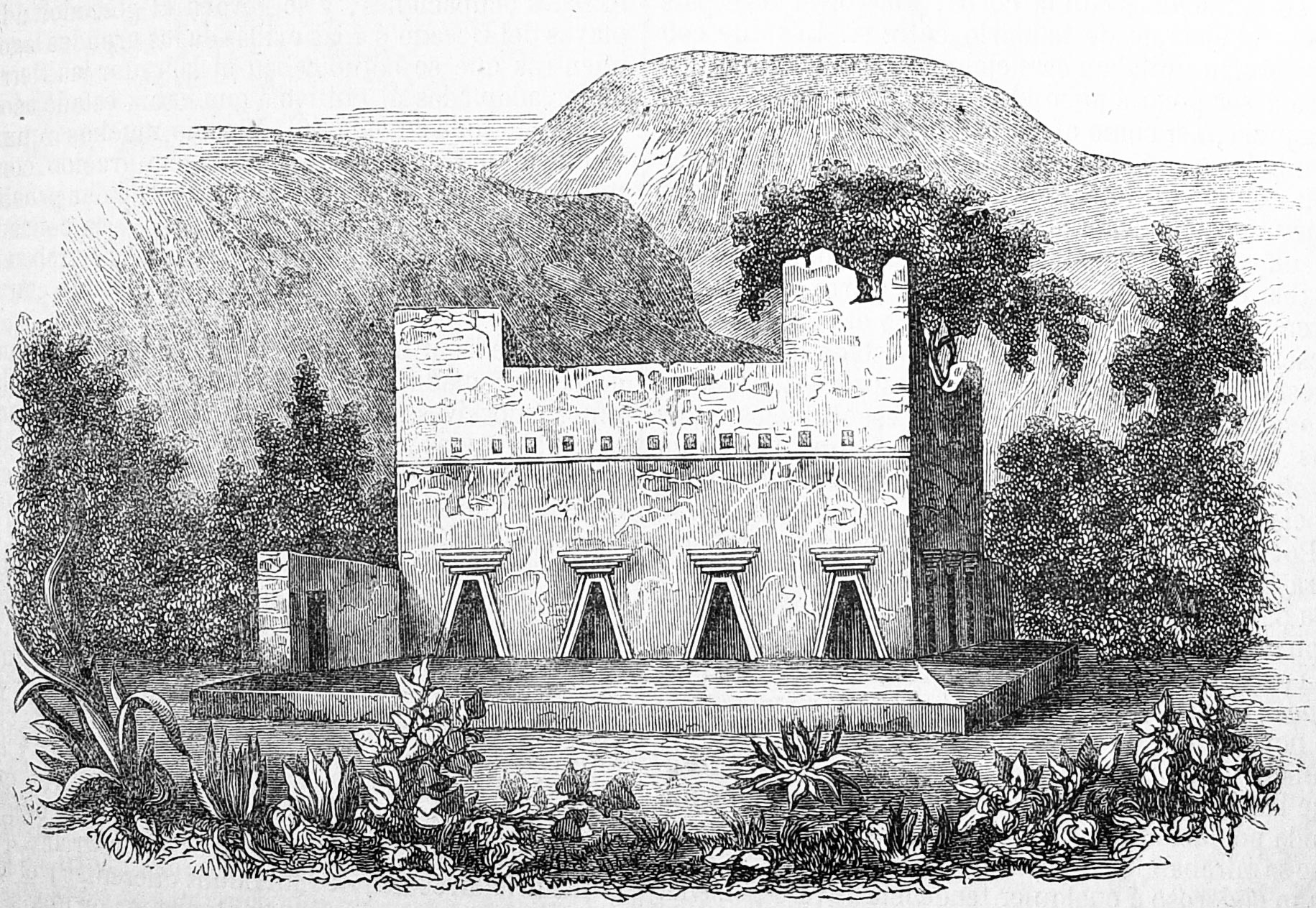
Pilkokaina in Historia de la conquista del Perú. (1851)
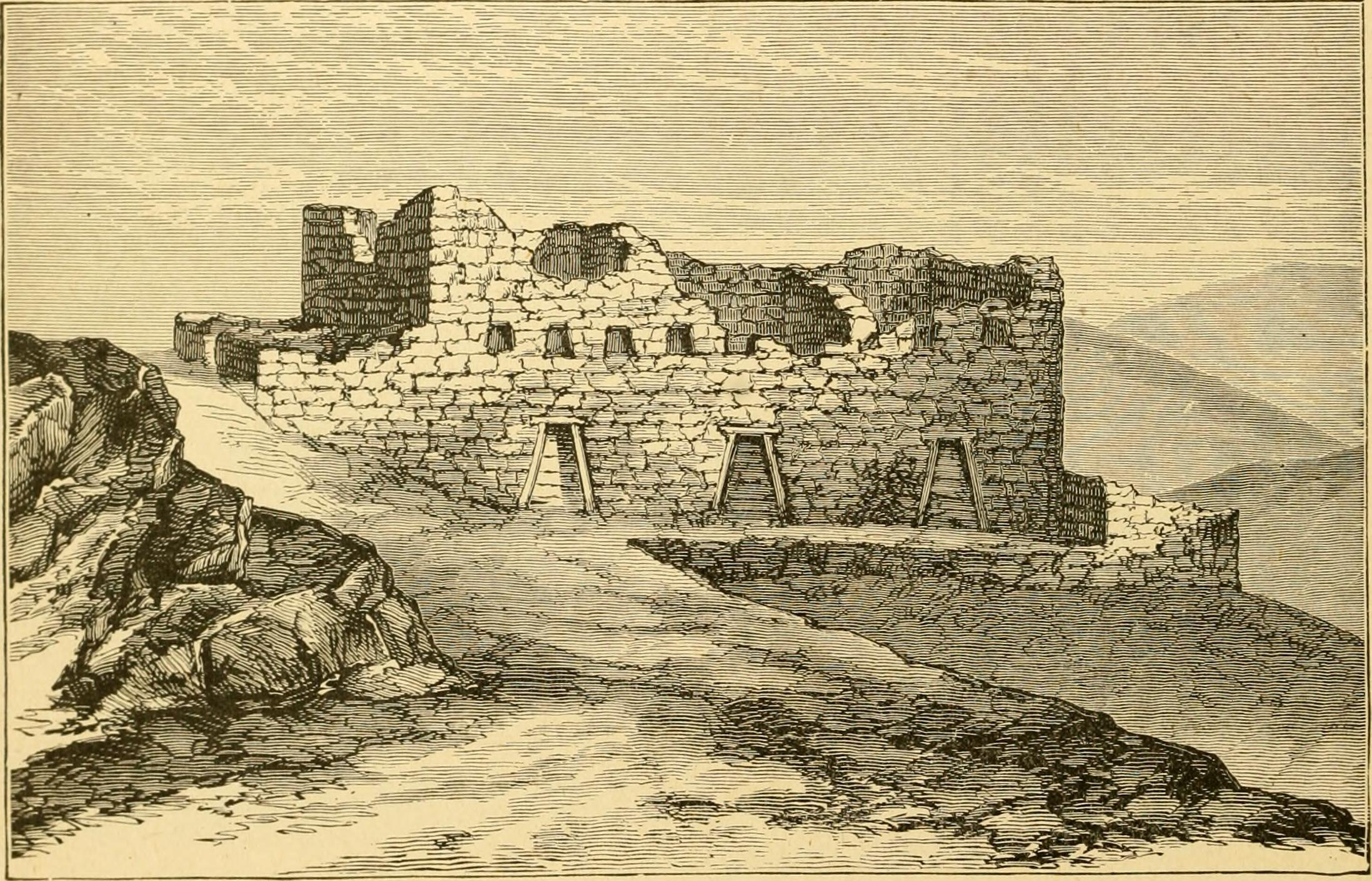
Historische Abbildung des Tempels in Ridpath's History of the World. (1897)
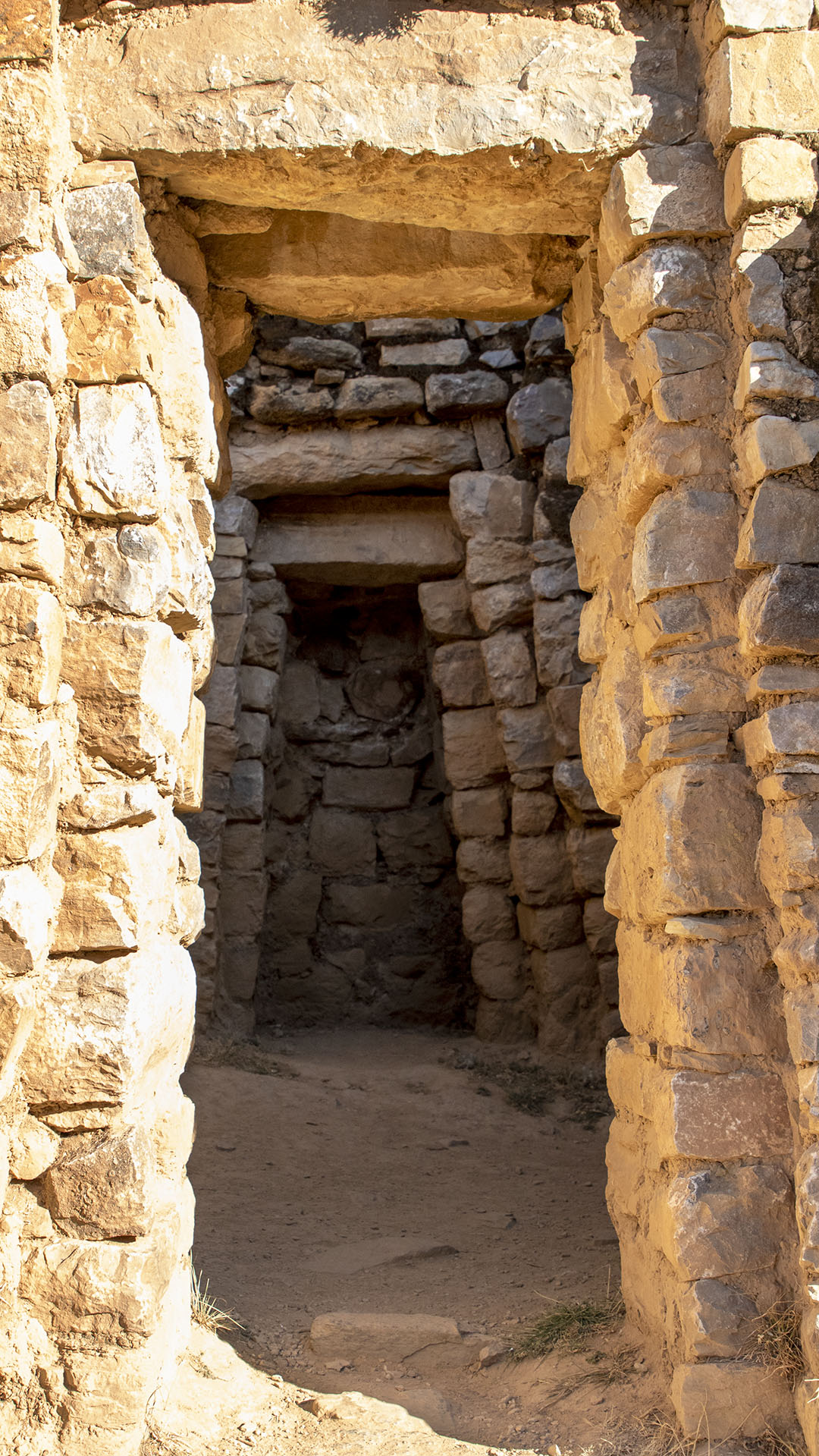
Innenansicht; Nordfassade
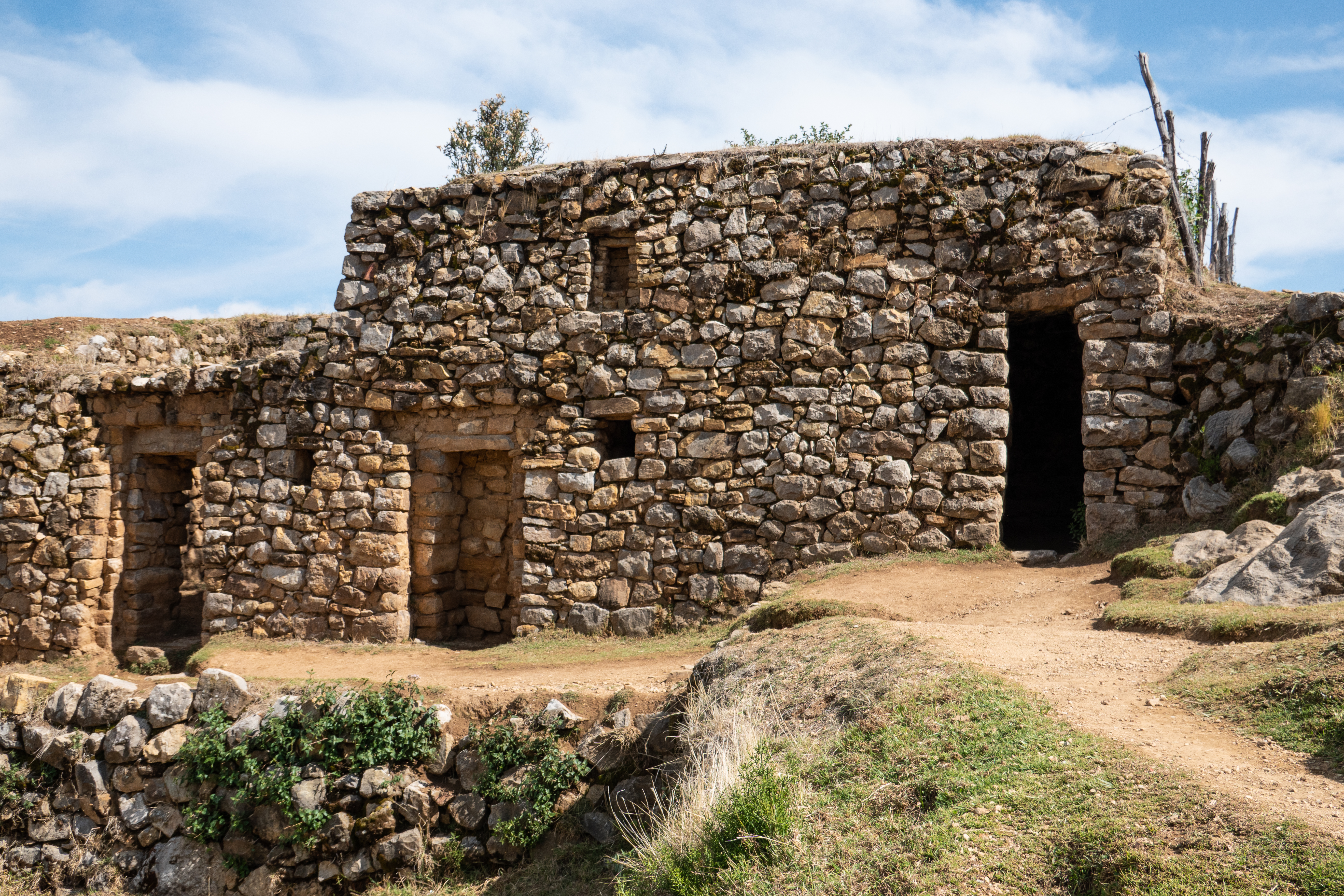
Inka-Architektur im Tiwanaku-Stil; Frontalansicht
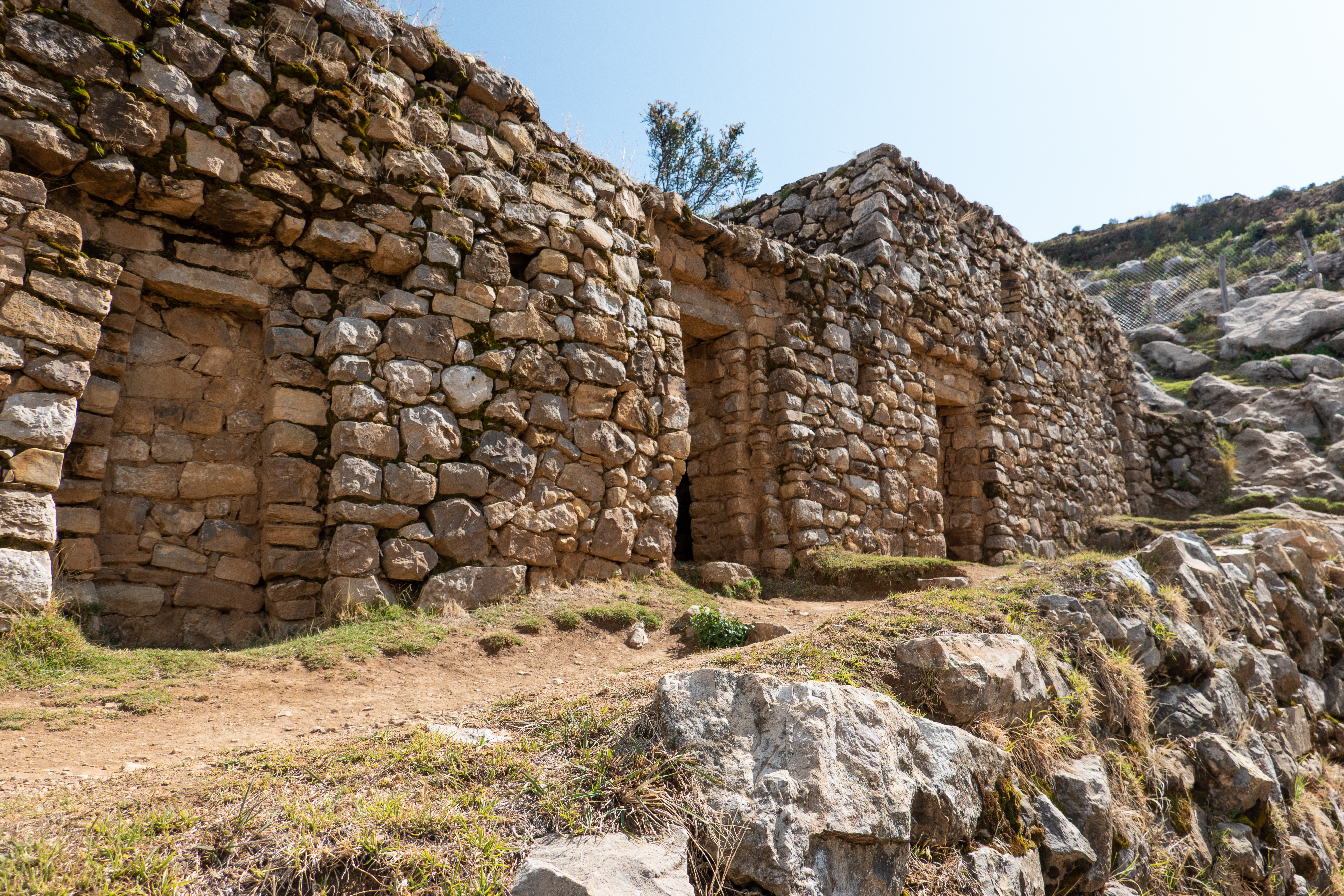
Seitenansicht